# 乌姆列坎村委员会
乌姆列坎村委员会（俄语：Умлеканский сельсовет）是俄罗斯联邦阿穆尔州结雅区所属的一个村委员会。其下辖有2个居民点，行政中心为乌姆列坎。据2016年统计，该村委员会的人口为348人。